# Кунц, Джордж Фредерик
Джордж Фредерик Кунц (англ. George Frederick Kunz; 29 сентября 1856, Нью-Йорк, штат Нью-Йорк, США — 29 июня 1932) — один из самых известных американских экспертов в области драгоценных камней, минералог и коллекционер минералов.

## Биография

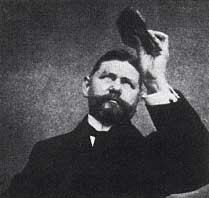
Кунц изучает «кунцит»

Джордж Фредерик Кунц родился в Нью-Йорке (США) в семье эмигрантов: отец — Д. Д. Кунц (немец), мать — Мари Ида Видмар (швейцарка). Свою юность Джордж провел в Хобокене, Нью-Джерси, где и заинтересовался коллекционированием цеолита и прочих минералов из водосточных каналов Палисады и гор Ватчунг. В 14 лет будущий геммолог начал обмениваться различными образцами из своей коллекции с европейскими коллекционерами. К 20 годам он являлся обладателем коллекции из более чем четырёх тысяч различных камней, которые впоследствии продал за четыре сотни американских долларов Миннесотскому университету. Это была первая из многочисленных важных коллекций, которые Джордж собрал на протяжении всей своей жизни (включая научно-исследовательское собрание камней для Томаса Эдисона и знаменитую коллекцию Морган-Тиффани, которая находится в Американском музее естественной истории).
Кунц получил образование в обычной государственной школе, а затем в колледже Cooper Union, в котором, однако, не доучился до конца. Тем не менее он самостоятельно изучал минералогию из книг и в экспедиционных исследованиях. Этот опыт помог ему стать экспертом по драгоценным камням в компании Tiffany & Co., где он проработал 53 года, достигнув, благодаря своим знаниям, исследовательским работам и энтузиазму должности вице-президента.
В 1879 году Джордж женился на Софие Хэнфорт, уроженке Эштон-андер-Лайн. В 1891 году у них родилась дочь — Элизабет Хэндфорт Кунц.
Джордж представлял горнопромышленные и минералогические экспонаты на международных выставках в Париже (1889)(1900), Чикаго (1893), Атланте (1895), Омахе (1898 год), и Сент-Луисе (1904). В 1894—1895 годах Кунц прочитал серию из восьми лекций по драгоценным камням для института Лоувелл. Как уважаемый ученый Джордж являлся членом Минералогического общества Америки, Американской ассоциации содействия развитию науки, Нью-Йоркской академии наук (в том числе в роли вице-президента), Нью-Йоркского минералогического клуба, Американского химического общества, Американского института инженеров горной и металлургической промышленности (в том числе в роли вице-президента), а также многих других культурных, научных и натуралистических организаций.

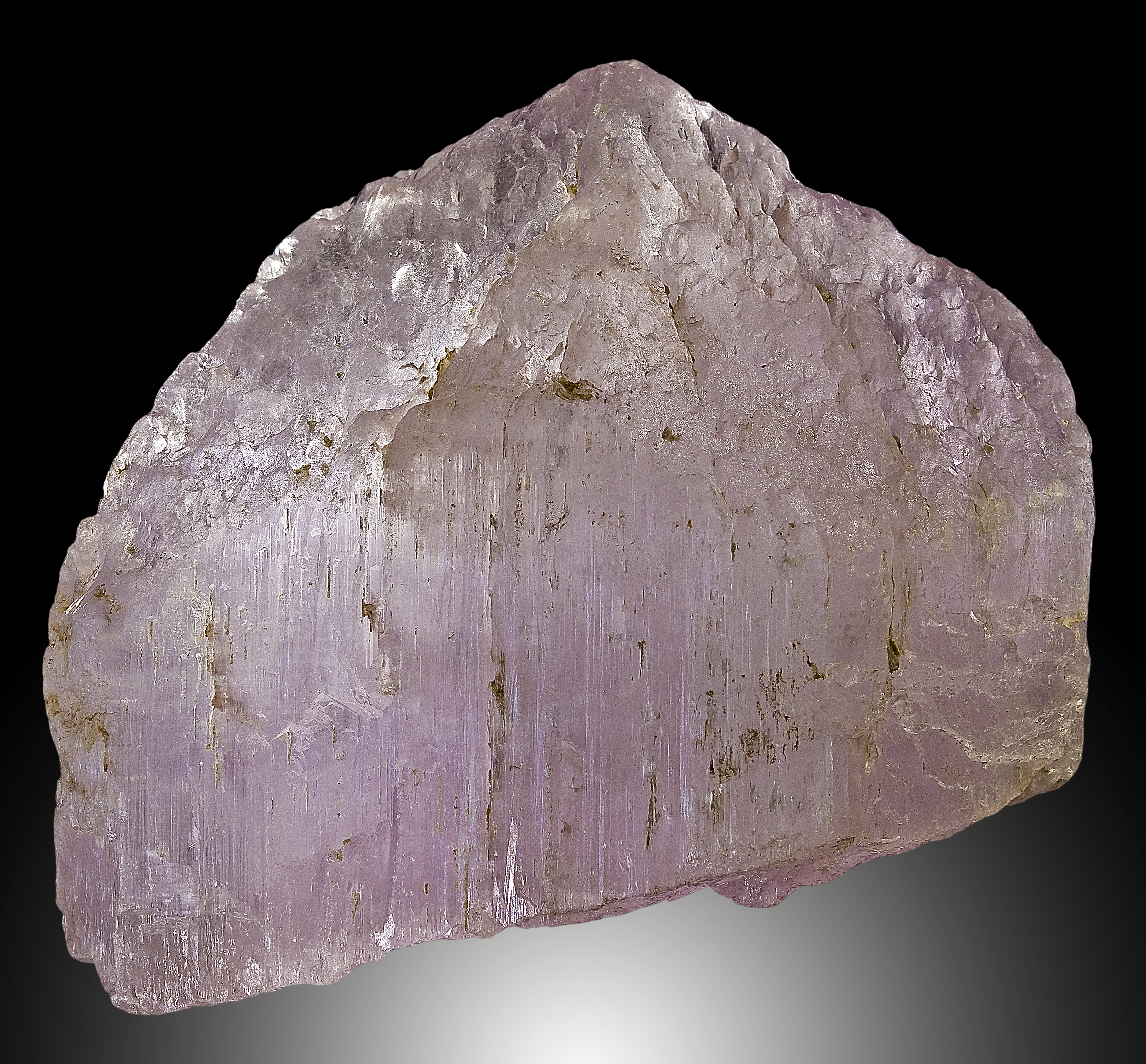
Кунцит из Нуристана

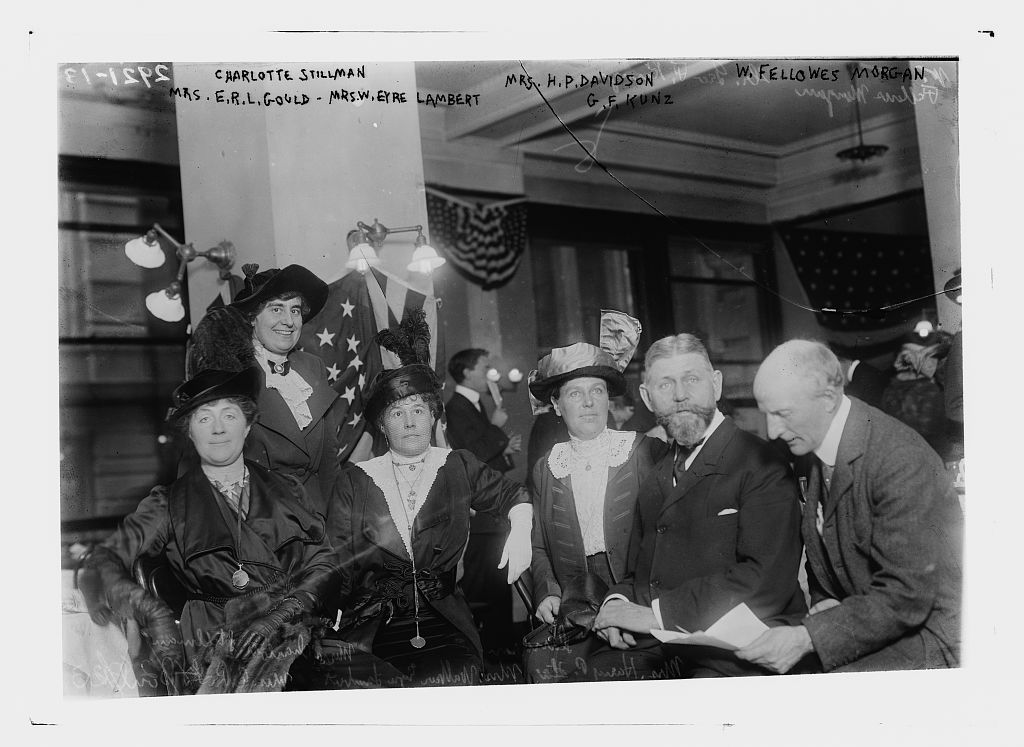
Шарлотта Стиллман, миссис Элджин Р. Л. Гулд, госпожа В. Эйр Ламберт, миссис Х. П. Дэвидсон, Джордж Фредерик Кунц и Уильям Феллоуз Морган, примерно 1910—1915 года

На протяжении 1883—1909 годов Джордж Кунц являлся специальным агентом Геологической службы США и ежедневно писал отчеты о производстве драгоценностей в США. В 1913 году он стал основателем и президентом Музея Мирных искусств (en:Museum of the Peaceful Arts). Помимо этого Джордж являлся куратором исследований в Музее естественной истории (Нью-Йорк), секретарем Американской академии наук и искусств, секретарем-корреспондентом Академии Естественных наук города Филадельфия, выступал ведущим пропагандистом за определение карата как международной единицы измерения для драгоценных камней. Джордж Кунц способствовал принятию десятичной метрической системы мер и весов в Соединенных Штатах Америки и являлся президентом Американской Метрической ассоциации.
В свете своих научных достижений Джордж Кунц в конце концов получил почетные степени от нескольких научных учреждений, включая Колумбийский университет (штат Массачусетс, 1898), Марбургский университет (степень доктора философии, 1903) и колледж Нокс (степень доктора наук, 1907). Он также был награждён орденом Почетного легиона во Франции, был произведен в кавалеры ордена Святого Олафа в Норвегии и в офицеры Ордена Восходящего солнца в Японии, а также являлся почетным членом Палаты Торговли драгоценными камнями города Париж, Франция.
В 1903 году в Пала, округ Сан-Диего (Калифорния), Джордж обнаружил новый вид минерала сподумена, который принес геммологу известность и был назван «кунцитом» в его честь. Помимо этого он сыграл важную роль при наделении именами и других новых камней: тиффанита, муассанита и морганита. 8 января 1912 году от болезни сердца умирает София Хэнфорт, после чего 15 мая 1923 года Джордж женился на Опал Логан Гиберсон, известной летчице, ставшей после брака Опал Кунц. Однако уже 21 ноября 1929 года они подают на развод, и в январе 1930 года брак аннулируется. Тем не менее, Опал продолжает поддерживать хозяйство Джорджа вплоть до его смерти.
Утром 29 июня 1932 года Джордж Кунц умирает от кровоизлияния в мозг. В своем завещании он оставляет половину своего имущества (более 1 миллиона долларов), квартиру в Нью-Йорке и акции компании Tiffany & Co. своей второй жене, Опал Логан Кунц.
За свою жизнь Джордж Фредерик Кунц написал около 500 статей и докладов. Многие его книги печатаются до сих пор. Коллекция работ и собраний Джорджа Кунца находится в городе Рестон, штат Виргиния, и доступна для исследователей по предварительной записи.

## Награды
Джордж Кунц является обладателем множества почетных степеней от американских и европейских университетов:
- Бакалавр наук — колледж Cooper Union, Нью-Йорк, 1872 год.
- Магистр гуманитарных наук — Колумбийский университет, 8 июня 1898 года. Учёная степень была присуждена профессором геологии Джеймсом Ф. Кемпом;
- Доктор философии — Марбургский университет, 1903 год. Причиной послужил вклад Джорджа Кунца в развитие европейской и немецкой минералогии[8]. Однако в 1920 году в очень необычном акте данная почетная награда была отозвана факультетом университета из-за, как заявлял сам Кунц, усилий минералога по оказанию помощи в восстановлении лесов во Франции и, якобы, из-за его симпатий к французским и английским союзникам, воевавшим против Германии[9].
- Доктор наук — колледж Нокс, Иллинойс, 1907 год.

## Персональная библиотека
После смерти Джорджа Кунца его личная коллекция из нескольких тысяч редких книг, брошюр и статей по минералам и драгоценным камням была продана библиотеке Геологической службы Соединенных Штатов в 1933 году за 1 доллар. Она представляет собой значительную базу знаний, которая включает редкие книги по геммологии, исторические предания по драгоценным камням и искусству гравировки, а также архивные записи о торговле драгоценностями, содержащие информацию о происхождении наименований таких камней, как, например, «Алмаз Надежда».
В декабре 2012 года Геологической службой США был опубликован редкий фотоальбом, найденный среди книг из личной библиотеки Джорджа Кунца и датированный 1922 годом. В альбоме содержались 81 фотография российских императорских регалий и драгоценностей, а также предварительные даты выпуска официального каталога советским правительством. Исследователи идентифицировали четыре украшения, которые были описаны в 1922 году, но не были включены в более поздний каталог. Предполагается, что данные драгоценности на сегодняшний день являются утерянными.

## Галерея

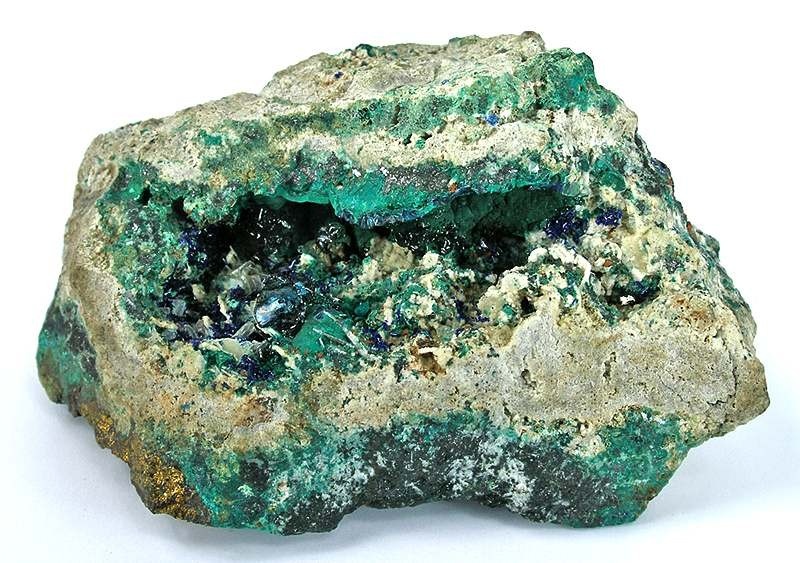
Клиноклаз из коллекции Джорджа Кунца, Государственный музей Нью-Йорка.
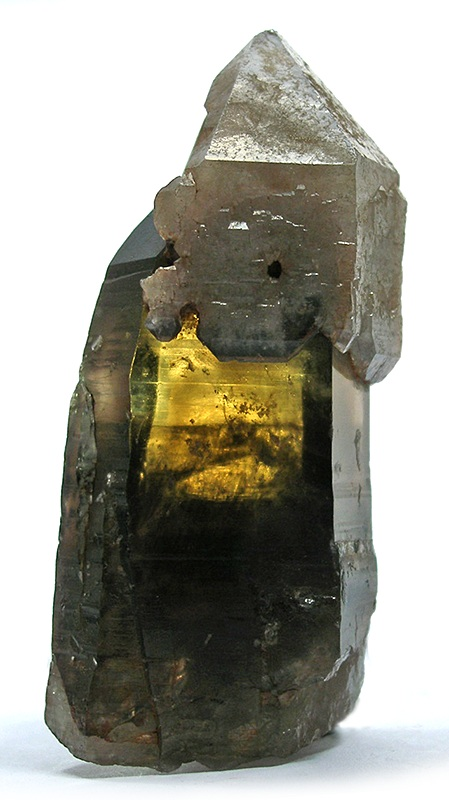
Кварц, предположительно из коллекции доктора Кунца.
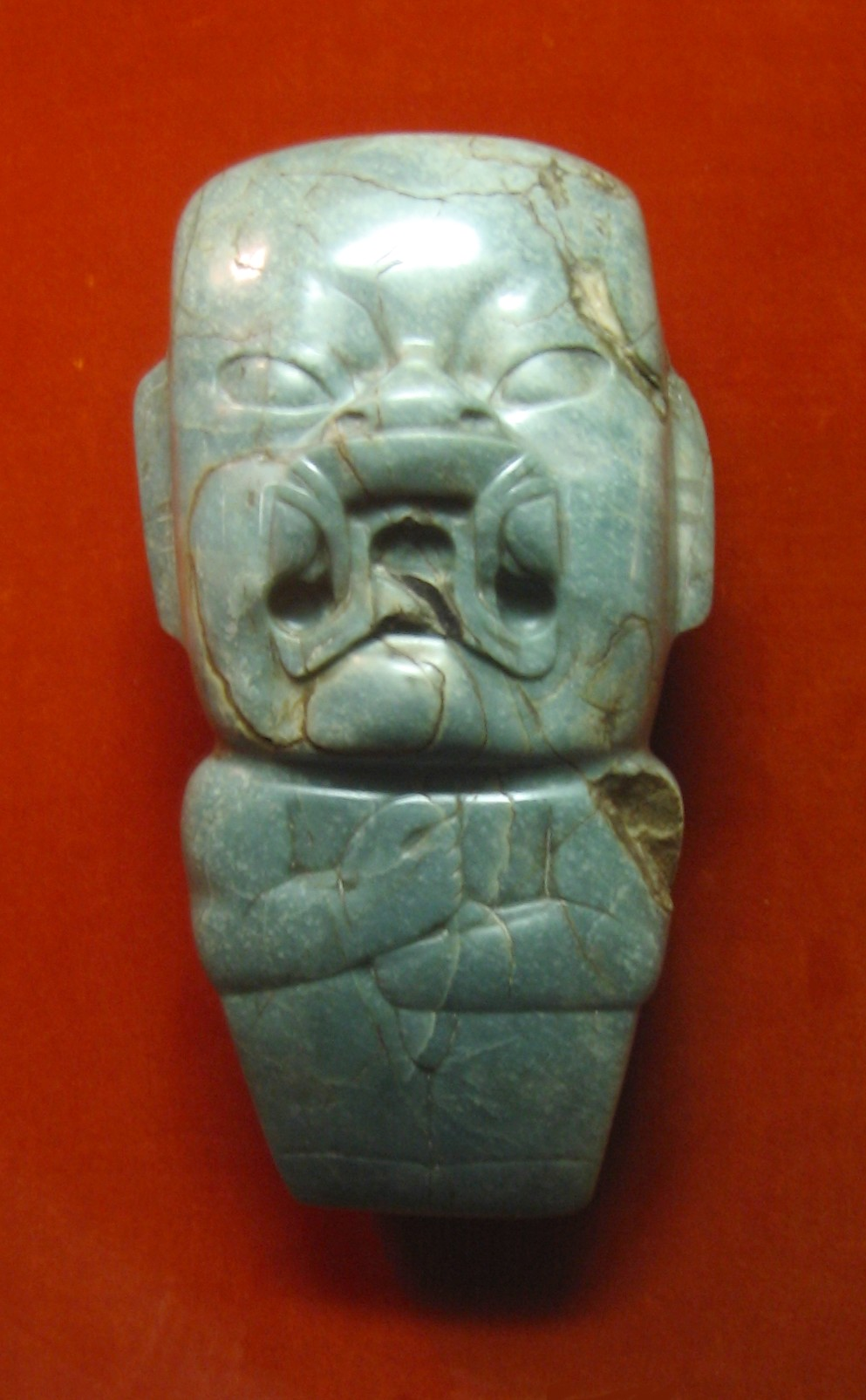
Знаменитый Топор Кунца, принадлежащий Ольмекам, и найденный в горах Оахака в 1890 году.
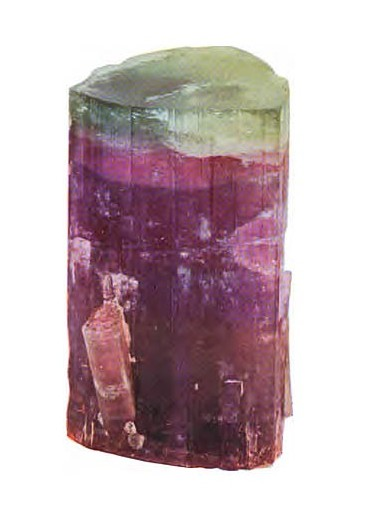
Турмалин Джорджа Кунца, бюллетень №37, Калифорнийское государственное горное бюро, июнь 1905 года.
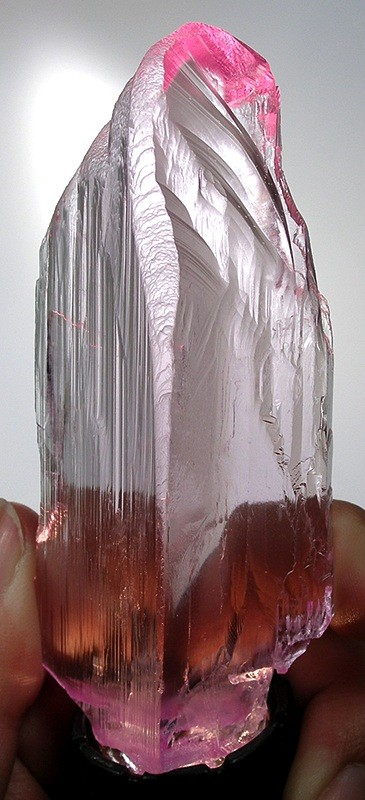
Кунцит 1968 года, найденный в том районе, где Джордж Кунц впервые обнаружил данный вид драгоценного камня.
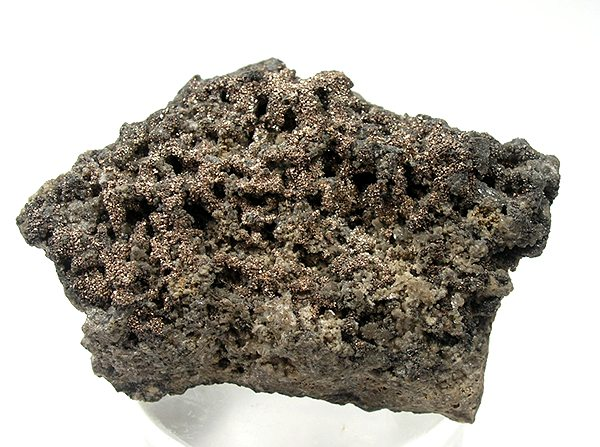
Золотой образец (сплав золота и серебра) из коллекции Джорджа Кунца, находящийся в минералогическом музее при Гарвардском университете.
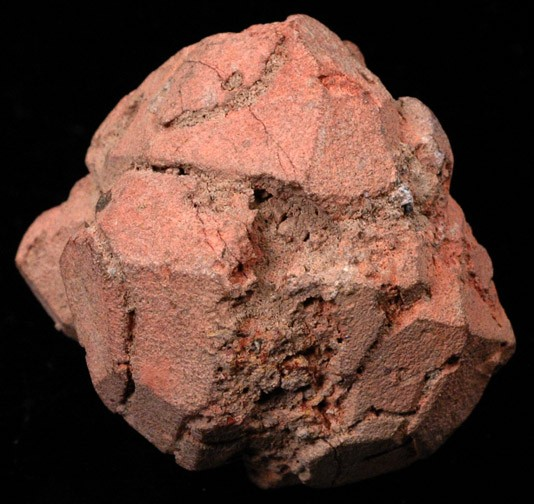
Лейцит из коллекции Джорджа Кунца, купленный в 1902 году.
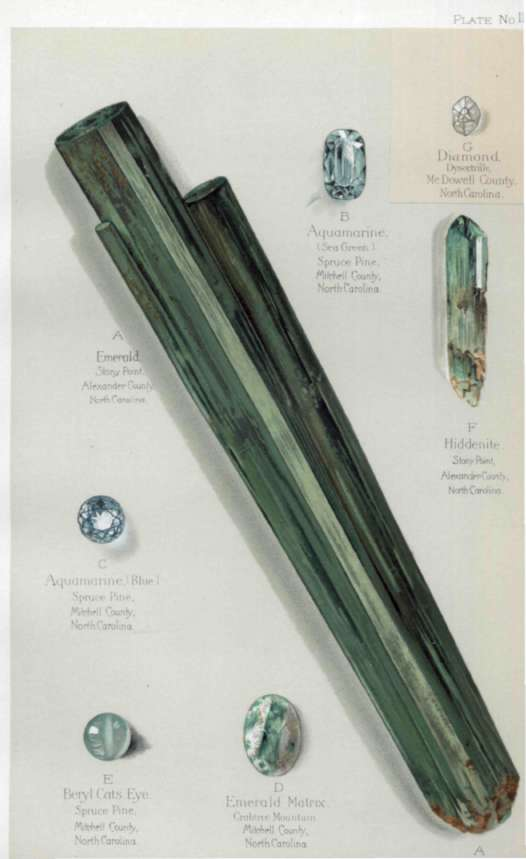
Гидденит, аквамарин, берилл, изумруд и иные драгоценные камни из коллекции Джорджа Фредерика Кунца, Северная Каролина, 1907 год.
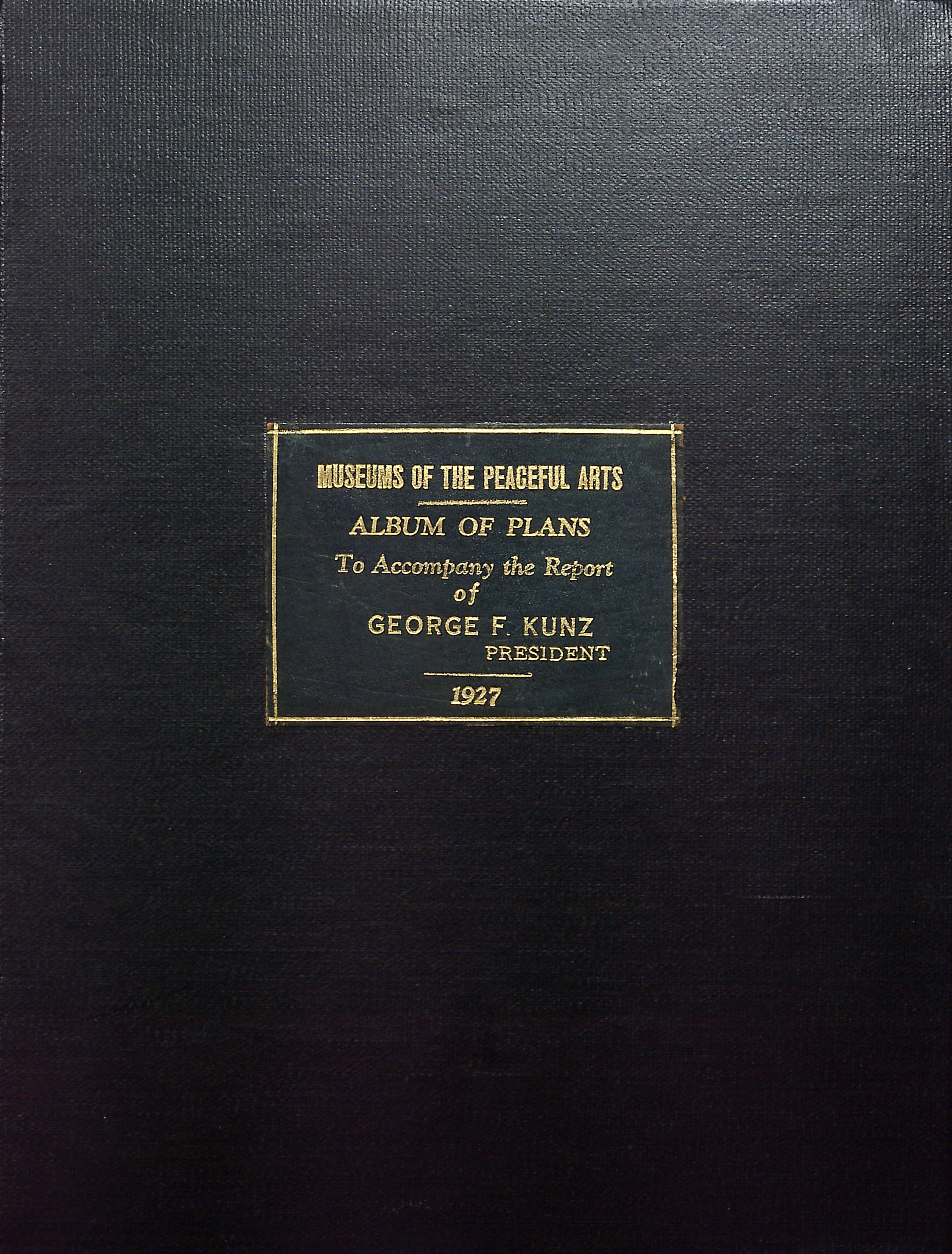
Альбом о планах, сопровождающий доклад Джорджа Ф. Кунца, президента Музея мирных искусств, 1927 год.